# 卡季納
49°31′32″N 22°41′53″E / 49.52556°N 22.69806°E
卡季納（烏克蘭語：Катина），是烏克蘭西部的村莊，隸屬利維夫州的桑比爾區。該村面積1.18平方公里，海拔高度458米，人口405，人口密度每平方公里346.61人。